# Min søster, vampyren
Min søster, vampyren er en bogserie i 16 bind skrevet af Sienna Mercer.
Serien handler om en pige, der flytter til en by der hedder Franklin Grove, hvor hun møder hendes tvillinge søster, men så finder hun ud af at hendes søster er vampyr. Serien handler om Olivia og Ivys kamp for at blive sammen i en meget separatistisk vampyrverden. og så om teenagelivet, der ikke altid er det letteste.
Første bind i serien Switched blev udgivet i 2007 og senere oversat og udgivet på dansk under titlen Hvem er hvem ?. Der er pr. december 2017 oversat 16 bøger fra serien til dansk. 

## Eksterne links
- Omtale af bogserien Arkiveret 29. september 2013 hos  Wayback Machine på Forlaget Alvilda

| Bog | Spire Denne artikel om bøger og tidsskrifter er en spire som bør udbygges. Du er velkommen til at hjælpe Wikipedia ved at udvide den. |